# Institut international de planification de l'éducation

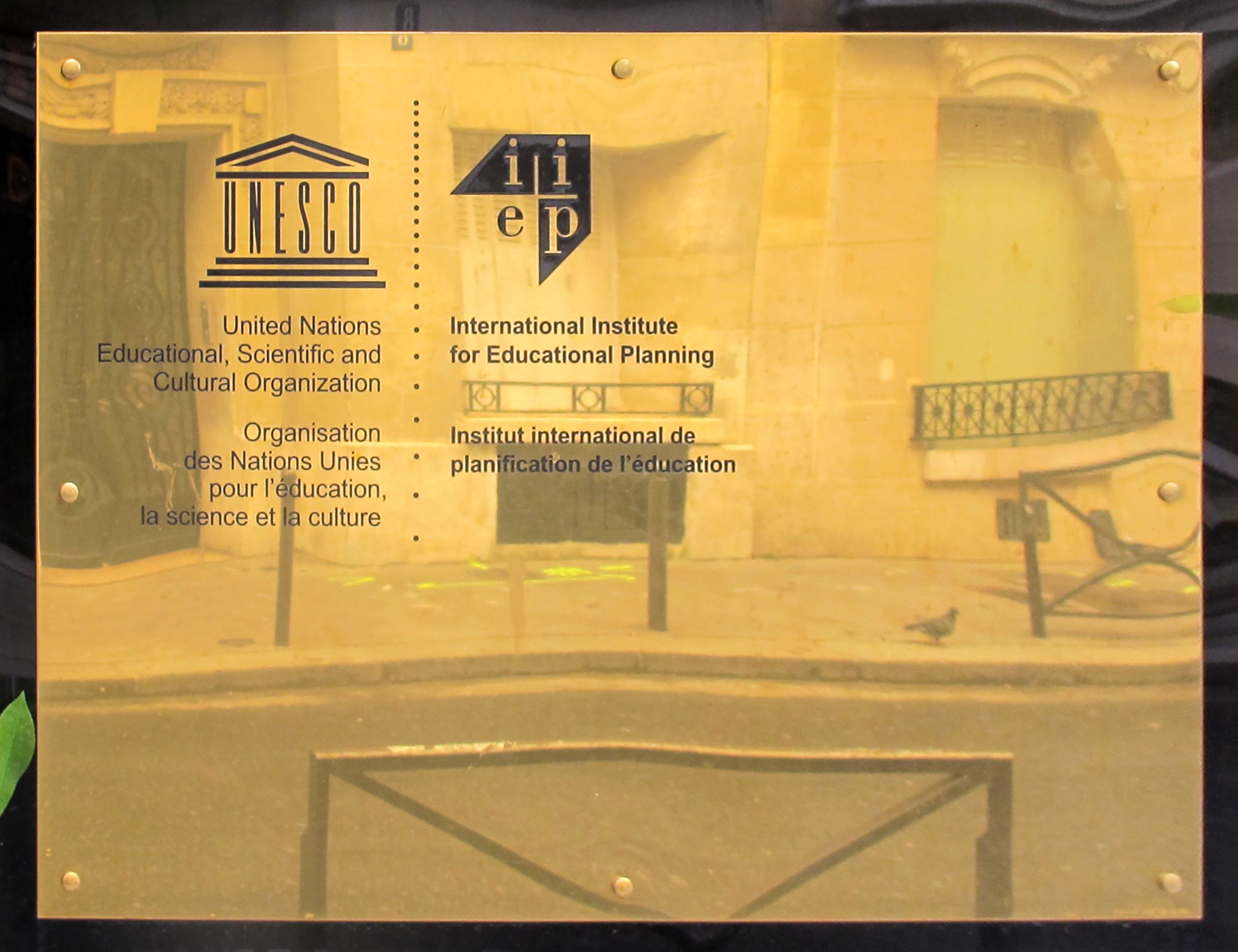
Plaque du siège parisien de l'UNESCO avec mention de l'Institut international de planification de l'éducation.

 (juin 2022).
Si vous disposez d'ouvrages ou d'articles de référence ou si vous connaissez des sites web de qualité traitant du thème abordé ici, merci de compléter l'article en donnant les références utiles à sa vérifiabilité et en les liant à la section « Notes et références ».
L'Institut international de planification de l’éducation (IIPE) a été créé par l’UNESCO en 1963 à Paris (France). Son siège est situé 7-9 rue Eugène-Delacroix.
Il a deux bureaux régionaux, l'un situé à Buenos Aires, l'autre à Dakar (le Pôle de Dakar).

## Mission
Sa mission est de renforcer les capacités des pays. Il aide les États membres de l’UNESCO à gérer leur système éducatif, afin d’atteindre les objectifs de l’éducation pour tous.
L’Institut international de planification de l’éducation offre des formations sur la planification et la gestion de l'éducation, mais explore également des domaines tels que les outils statistiques pour la planification, les stratégies et options politiques, projets, budgets, suivi, évaluation de la qualité et d'accès à l'éducation, etc.
Ses programmes sont conçus pour les planificateurs, les décideurs et les chercheurs.
L'IIPE s'adresse à la fois à des institutions qu'à des individus ; il travaille aux niveaux local, national et international.
Les projets de recherche de l'IIPE identifient les nouvelles approches qui pourraient être adoptées par les planificateurs afin d'améliorer l'équité, l'accès et la qualité dans les différents secteurs éducatifs.
Financer l'éducation, et améliorer les techniques budgétaires ; analyser la gouvernance et la gestion des établissements d'enseignement, aider les ministères à améliorer leur pratiques : autant de champs de recherche qui permettent à l'IIPE de proposer de nouvelles techniques de planification de l'éducation et qui favorisent l'échange d'expérience entre les acteurs de l'éducation.
Les projets d'assistance technique de l'IIPE offrent sur place, dans les pays, l'encadrement aux départements ministériels de planification de l'éducation, afin qu'ils puissent devenir rapidement autonomes dans l'exercice de leurs fonctions. En développant les capacités des individus et des institutions locales, régionales et nationales, l'assistance technique de l'IIPE permet aux pays de tirer le meilleur parti de leurs propres compétences et de réduire ainsi leur recours aux consultants extérieurs. Par exemple, l’IIPE a créé des programmes sur mesure pour aider les gouvernements confrontés à un contexte d'urgence ou une situation fragile à maintenir ou reconstruire leur système éducatif.